# Jacqueline Gareau
Jacqueline Gareau, née le 10 mars 1953 à L'Annonciation (maintenant Rivière-Rouge) au Québec, est une coureuse de fond canadienne. Elle gagne le marathon de Boston de 1980.

## Marathon de Boston de 1980
Le 21 avril 1980, Gareau est en avance sur toutes les autres coureuses, mais lorsqu'elle franchit la ligne d'arrivée, elle découvre qu'une autre concurrente, Rosie Ruiz, a franchi la ligne avant elle et est déjà couronnée des lauriers traditionnels remis à la gagnante. Ruiz est ensuite disqualifiée après qu'il soit constaté qu'elle n'a pas couru la course entière. Gareau est alors déclarée gagnante dans une cérémonie spécialement organisée une semaine après la course. Son temps officiel pour ce marathon est de 2 h 34 min 28 s, à l'époque le temps le plus rapide pour une femme dans l'histoire de cette épreuve.
Gareau rencontre Ruiz deux ans après ce marathon de 1980, lorsqu'elle se prépare à courir une course de 10 km à Miami. La rencontre est brève et Ruiz refuse — et continuera à refuser jusqu'à son décès en juillet 2019 — d'admettre qu'elle n'a pas gagné ce marathon.
25 ans après, à la 109e édition du marathon de Boston en 2005, Jacqueline Gareau est désignée grande maréchale (Grand Marshal) de la course,, et est autorisée à « briser le ruban » de la ligne d'arrivée lors d'une cérémonie spéciale. 
Elle est mariée avec son ancien entraineur Gilles Lapierre, banquier à Montréal. Ils ont un fils, Yannick Lapierre, skieur nordique.

## Palmarès
| Année | Compétition           | Lieu               | Place | Épreuve  | Temps           |
| ----- | --------------------- | ------------------ | ----- | -------- | --------------- |
| 1979  | Marathon d'Ottawa     | Ottawa, Canada     | 1re   | Marathon | 2 h 47 min 58 s |
| 1980  | Marathon de Boston    | Boston, É.-U.      | 1re   | Marathon | 2 h 34 min 28 s |
| 1980  | Marathon de Tokyo     | Tokyo, Japon       | 2e    | Marathon | 2 h 30 min 58 s |
| 1981  | Marathon de Boston    | Boston, É.-U.      | 5e    | Marathon | 2 h 31 min 27 s |
| 1982  | Marathon de Boston    | Boston, É.-U.      | 2e    | Marathon | 2 h 36 min 10 s |
| 1983  | Marathon de Boston    | Boston, É.-U.      | 2e    | Marathon | 2 h 29 min 28 s |
| 1983  | Championnats du monde | Helsinki, Finlande | 5e    | Marathon | 2 h 32 min 35 s |
| 1984  | Jeux Olympiques       | Los Angeles, É.U.  | —     | Marathon | N'a pas fini    |
| 1988  | Grandma's Marathon    | Duluth (Minnesota) | 1re   | Marathon | 2 h 43 min 27 s |